# Szermierka na Letnich Igrzyskach Olimpijskich 1912 – szabla drużynowo mężczyzn
Drużynowy turniej szablistów był jedną z pięciu konkurencji szermierskich rozgrywanych podczas V Letnich Igrzysk Olimpijskich w Sztokholmie w 1912 roku. Zawody odbyły się w dniach 14–15 lipca 1912 r. w Östermalm Sporting Grounds. Złoty medal zdobyła reprezentacja Węgier.
Cztery lata wcześniej, podczas IV Letnich Igrzysk Olimpijskich w Londynie, rozpoczęła się dominacja zawodników węgierskich w światowej szabli. W Sztokholmie Węgrzy pod wodzą Fuchsa przyjechali w roli faworytów. Całkowicie zdominowali turniej drużynowy.

## Składy drużyn
| Austria: - Richard Verderber - Otto Herschmann - Rudolf Cvetko - Andreas Suttner - Friedrich Golling - Albert Bógathy - Reinhold Trampler Belgia: - Henri Anspach - Léon Tom - Marcel Berré - Philippe Le Hardy de Beaulieu - Robert Hennet Cesarstwo Niemieckie: - Friedrich Schwarz - Fritz Jack - Johannes Adam - Georg Stöhr - Walther Meienreis - Hermann Plaskuda - Jakob Erckrath de Bary - Emil Schön - Julius Lichtenfels Dania: - Jens Berthelsen - Ejnar Levison - Hans Olsen - Ivan Osiier - Lauritz Østrup | Holandia: - Jetze Doorman - Dirk Scalongne - Adrianus de Jong - Willem van Blijenburgh - Hendrik de Iongh - George van Rossem Królestwo Czech: - Josef Pfeiffer - Vilém Goppold von Lobsdorf - Bedřich Schejbal - Josef Čipera - Otakar Švorčík Rosja: - Władimir Andriejew - Aleksandr Szkilow - Władimir Danicz - Apołłon Hüber von Greifenfels - Nikołaj Kuzniecow - Aleksandr Mordowin - Gieorgij Sakiricz - Anatolij Timofiejew Szwecja: - Axel Jöhncke - Helge Werner - Carl Personne - Carl-Gustaf Klerck | Węgry: - Jenő Fuchs - Zoltán Schenker - László Berti - Ervin Mészáros - Péter Tóth - Lajos Werkner - Oszkár Gerde - Dezső Földes Wielka Brytania: - Archie Corble - Edward Brookfield - Alfred Ridley-Martin - Harry Butterworth - Richard Crawshay - William Marsh Włochy: - Edoardo Alaimo - Giovanni Benfratello - Fernando Cavallini - Nedo Nadi - Ugo Di Nola - Gino Belloni |

## Wyniki

### Eliminacje
| Grupa A | Grupa A              | Grupa A | Grupa A   | Grupa A |
| Miejsce | Reprezentacja        | Wygrane | Przegrane | Uwagi   |
| ------- | -------------------- | ------- | --------- | ------- |
| 1       | Królestwo Czech      | —       | —         | Q       |
| 1       | Węgry                | —       | —         | Q       |
| Grupa B |                      |         |           |         |
| Miejsce | Reprezentacja        | Wygrane | Przegrane | Uwagi   |
| 1       | Belgia               | 1       | 0         | Q       |
| 1       | Włochy               | 1       | 0         | Q       |
| 3       | Rosja                | 0       | 2         |         |
| Grupa C |                      |         |           |         |
| Miejsce | Reprezentacja        | Wygrane | Przegrane | Uwagi   |
| 1       | Wielka Brytania      | 1       | 0         | Q       |
| 2       | Cesarstwo Niemieckie | 0       | 0         | Q       |
| 3       | Szwecja              | 0       | 1         |         |
| Grupa D |                      |         |           |         |
| Miejsce | Reprezentacja        | Wygrane | Przegrane | Uwagi   |
| 1       | Austria              | 2       | 0         | Q       |
| 2       | Holandia             | 1       | 1         | Q       |
| 3       | Dania                | 0       | 2         |         |

### Półfinały
| Grupa A | Grupa A              | Grupa A | Grupa A   | Grupa A |
| Miejsce | Reprezentacja        | Wygrane | Przegrane | Uwagi   |
| ------- | -------------------- | ------- | --------- | ------- |
| 1       | Królestwo Czech      | 3       | 0         | Q       |
| 2       | Holandia             | 2       | 1         | Q       |
| 3       | Belgia               | 1       | 2         |         |
| 4       | Wielka Brytania      | 0       | 3         |         |
| Grupa B |                      |         |           |         |
| Miejsce | Reprezentacja        | Wygrane | Przegrane | Uwagi   |
| 1       | Węgry                | 3       | 0         | Q       |
| 2       | Austria              | 2       | 1         | Q       |
| 3       | Włochy               | 1       | 2         |         |
| 4       | Cesarstwo Niemieckie | 0       | 3         |         |

### Finał
| Finał   | Finał           | Finał   | Finał     | Finał                | Finał                  |
| Miejsce | Reprezentacja   | Wygrane | Przegrane | Wygrane indywidualne | Przegrane indywidualne |
| ------- | --------------- | ------- | --------- | -------------------- | ---------------------- |
| Gold    | Węgry           | 3       | 0         | 24                   | 8                      |
| Silver  | Austria         | 2       | 1         | 24                   | 20                     |
| Bronze  | Holandia        | 1       | 2         | 14                   | 30                     |
| 4       | Królestwo Czech | 0       | 3         | 14                   | 18                     |